# 존 루이스 (피아노 연주자)
존 루이스(John Lewis, 1920년 5월 3일 ~ 2001년 5월 29일)는 미국의 피아니스트이다.
MJQ의 피아니스트이다. 흑인 또는 매우 백인적인 정서를 지니며, 바로크 음악의 형식과 재즈의 형식을 결합시킨 훌륭한 앙상블은 MJQ를 성격짓고 있다. 실질적인 리더이나 음악감독이란 지위에 있다. 영화음악에도 진출하여 <대운하>(황혼의 베니스), <권총의 보수> 등 여러 작품이 있다. 그 단정하고 기품있는 피아노의 우아한 연주 또한 훌륭하다.